# Sokourani (Kayan)
Pour les articles homonymes, voir Sokourani.
Sokourani est une localité située dans le département de Kayan de la province du Kénédougou dans la région des Hauts-Bassins au Burkina Faso.

## Santé et éducation
Le centre de soins le plus proche de Sokourani est le centre de santé et de promotion sociale (CSPS) de Kayan.
Le village possède un centre d'alphabétisation.